# 工人力量 (瑞典)
工人力量（瑞典語：Arbetarmakt）是瑞典的一个小型托洛茨基主义组织。该组织成立于1994年，分裂自社会党。1998年，另一个托派组织“马克思主义左翼”（1996年分裂自社会主义公正党）并入该组织。该组织积极参加反全球化运动和反种族主义斗争。该组织的青年翼是“革命”。该组织在斯德哥尔摩拥有一家书店，名为“激进”。该组织是争取第五国际联盟的成员。